# Tricuspidalestes caeruleus
Tricuspidalestes caeruleus és una espècie de peix de la família dels alèstids i de l'ordre dels caraciformes present a la conca del riu Congo (Àfrica). Els mascles poden assolir 3,7 cm de longitud total.
És un peix d'aigua dolça i de clima tropical.